# Ski de fond aux Jeux olympiques de 2018 – 15 kilomètres hommes
Navigation
Sotchi 2014 Pékin 2022
L'épreuve masculine de 15 kilomètres de ski de fond des Jeux olympiques d'hiver de 2018 a lieu le 16 février 2018 à 15 h 00 au Centre de biathlon et de ski de fond d'Alpensia. 
Elle est disputée en style libre.

## Médaillés
| Or                     | Argent                         | Bronze                       |
| Dario Cologna (Suisse) | Simen Hegstad Krüger (Norvège) | Denis Spitsov (Russie (OAR)) |

## Résultats
| Rang                                | Dossard | Nom                     | Nationalité        | Temps         | Retard          |
| ----------------------------------- | ------- | ----------------------- | ------------------ | ------------- | --------------- |
| Médaille d'or, Jeux olympiques      | 68      | Dario Cologna           | Suisse             | 33 min 43 s 9 | —               |
| Médaille d'argent, Jeux olympiques  | 60      | Simen Hegstad Krüger    | Norvège            | 34 min 02 s 2 | + 18 s 3        |
| Médaille de bronze, Jeux olympiques | 48      | Denis Spitsov           | Russie (OAR)       | 34 min 06 s 9 | + 23 s 0        |
| 4                                   | 62      | Martin Johnsrud Sundby  | Norvège            | 34 min 08 s 8 | + 24 s 9        |
| 5                                   | 70      | Maurice Manificat       | France             | 34 min 10 s 9 | + 27 s 0        |
| 6                                   | 64      | Hans Christer Holund    | Norvège            | 34 min 18 s 4 | + 34 s 5        |
| 7                                   | 66      | Alex Harvey             | Canada             | 34 min 19 s 4 | + 35 s 5        |
| 8                                   | 52      | Marcus Hellner          | Suède              | 34 min 22 s 6 | + 38 s 7        |
| 9                                   | 44      | Calle Halfvarsson       | Suède              | 34 min 44 s 5 | + 1 min 00 s 6  |
| 10                                  | 42      | Matti Heikkinen         | Finlande           | 34 min 45 s 4 | + 1 min 01 s 5  |
| 11                                  | 50      | Daniel Rickardsson      | Suède              | 34 min 55 s 1 | + 1 min 11 s 2  |
| 12                                  | 20      | Roman Furger            | Suisse             | 34 min 56 s 3 | + 1 min 12 s 4  |
| 13                                  | 38      | Keishin Yoshida         | Japon              | 34 min 59 s 1 | + 1 min 15 s 2  |
| 14                                  | 31      | Andrey Melnichenko      | Russie (OAR)       | 35 min 02 s 1 | + 1 min 18 s 2  |
| 15                                  | 33      | Lucas Bögl              | Allemagne          | 35 min 04 s 7 | + 1 min 20 s 8  |
| 16                                  | 39      | Martin Jakš             | République tchèque | 35 min 05 s 2 | + 1 min 21 s 3  |
| 17                                  | 29      | Adrien Backscheider     | France             | 35 min 12 s 0 | + 1 min 28 s 1  |
| 18                                  | 46      | Finn Hågen Krogh        | Norvège            | 35 min 14 s 4 | + 1 min 30 s 5  |
| 19                                  | 36      | Jens Burman             | Suède              | 35 min 15 s 7 | + 1 min 31 s 8  |
| 20                                  | 54      | Andrey Larkov           | Russie (OAR)       | 35 min 25 s 1 | + 1 min 41 s 2  |
| 21                                  | 27      | Scott Patterson         | États-Unis         | 35 min 28 s 0 | + 1 min 44 s 1  |
| 22                                  | 25      | Karel Tammjärv          | Estonie            | 35 min 29 s 4 | + 1 min 45 s 5  |
| 23                                  | 58      | Jean-Marc Gaillard      | France             | 35 min 35 s 2 | + 1 min 51 s 3  |
| 24                                  | 55      | Petr Knop               | République tchèque | 35 min 35 s 5 | + 1 min 51 s 6  |
| 25                                  | 28      | Andreas Katz            | Allemagne          | 35 min 38 s 3 | + 1 min 54 s 4  |
| 26                                  | 40      | Clément Parisse         | France             | 35 min 39 s 0 | + 1 min 55 s 1  |
| 27                                  | 22      | Irineu Esteve Altimiras | Andorre            | 35 min 40 s 7 | + 1 min 56 s 8  |
| 28                                  | 56      | Andrew Musgrave         | Grande-Bretagne    | 35 min 51 s 0 | + 2 min 07 s 1  |
| 29                                  | 23      | Max Hauke               | Autriche           | 35 min 57 s 5 | + 2 min 13 s 6  |
| 30                                  | 6       | Aleš Razým              | République tchèque | 35 min 59 s 0 | + 2 min 15 s 0  |
| 31                                  | 37      | Lari Lehtonen           | Finlande           | 36 min 01 s 8 | + 2 min 17 s 9  |
| 32                                  | 7       | Sebastian Eisenlauer    | Allemagne          | 36 min 03 s 8 | + 2 min 19 s 9  |
| 33                                  | 69      | Dominik Bury            | Pologne            | 36 min 11 s 1 | + 2 min 27 s 2  |
| 34                                  | 34      | Toni Livers             | Suisse             | 36 min 14 s 5 | + 2 min 30 s 6  |
| 35                                  | 21      | Perttu Hyvärinen        | Finlande           | 36 min 17 s 2 | + 2 min 33 s 3  |
| 36                                  | 13      | Veselin Tsinzov         | Bulgarie           | 36 min 17 s 3 | + 2 min 33 s 4  |
| 37                                  | 19      | Paul Constantin Pepene  | Roumanie           | 36 min 19 s 1 | + 2 min 35 s 2  |
| 38                                  | 5       | Graeme Killick          | Canada             | 36 min 23 s 3 | + 2 min 39 s 4  |
| 39                                  | 49      | Bernhard Tritscher      | Autriche           | 36 min 24 s 7 | + 2 min 40 s 8  |
| 40                                  | 15      | Michail Semenov         | Biélorussie        | 36 min 25 s 8 | + 2 min 41 s 9  |
| 41                                  | 35      | Erik Bjornsen           | États-Unis         | 36 min 28 s 6 | + 2 min 44 s 7  |
| 42                                  | 9       | Dominik Baldauf         | Autriche           | 36 min 31 s 2 | + 2 min 47 s 3  |
| 43                                  | 74      | Alin Florin Cioanca     | Roumanie           | 36 min 31 s 9 | + 2 min 48 s 0  |
| 44                                  | 4       | Mirco Bertolina         | Italie             | 36 min 33 s 5 | + 2 min 49 s 6  |
| 45                                  | 71      | Kim Magnus              | Corée du Sud       | 36 min 39 s 0 | + 2 min 55 s 1  |
| 46                                  | 1       | Michal Novák            | République tchèque | 36 min 42 s 4 | + 2 min 58 s 5  |
| 47                                  | 89      | Krešimir Crnković       | Croatie            | 36 min 44 s 7 | + 3 min 00 s 8  |
| 48                                  | 14      | Noah Hoffman            | États-Unis         | 36 min 45 s 2 | + 3 min 01 s 3  |
| 49                                  | 32      | Aleksey Vitsenko        | Russie (OAR)       | 36 min 46 s 4 | + 3 min 02 s 5  |
| 50                                  | 26      | Candide Pralong         | Suisse             | 36 min 47 s 7 | + 3 min 03 s 8  |
| 51                                  | 18      | Anssi Pentsinen         | Finlande           | 36 min 54 s 9 | + 3 min 11 s 0  |
| 52                                  | 90      | Martin Vögeli           | Liechtenstein      | 36 min 57 s 0 | + 3 min 13 s 1  |
| 53                                  | 65      | Edi Dadić               | Croatie            | 36 min 57 s 2 | + 3 min 13 s 3  |
| 54                                  | 11      | Vitaliy Pukhkalo        | Kazakhstan         | 36 min 57 s 4 | + 3 min 13 s 5  |
| 55                                  | 16      | Yury Astapenka          | Biélorussie        | 37 min 04 s 0 | + 3 min 20 s 1  |
| 56                                  | 12      | Snorri Einarsson        | Islande            | 37 min 05 s 6 | + 3 min 21 s s7 |
| 57                                  | 57      | Andrew Young            | Grande-Bretagne    | 37 min 13 s 1 | + 3 min 29 s 2  |
| 58                                  | 10      | Andreas Veerpalu        | Estonie            | 37 min 16 s 2 | + 3 min 32 s 3  |
| 59                                  | 3       | Raido Ränkel            | Estonie            | 37 min 21 s 9 | + 3 min 38 s 0  |
| 60                                  | 67      | Stefan Zelger           | Italie             | 37 min 27 s 9 | + 3 min 44 s 0  |
| 61                                  | 17      | Yevgeniy Velichko       | Kazakhstan         | 37 min 28 s 6 | + 3 min 44 s 7  |
| 62                                  | 61      | Imanol Rojo             | Espagne            | 37 min 35 s 5 | + 3 min 51 s 6  |
| 63                                  | 76      | Thomas Hjalmar Westgård | Irlande            | 37 min 36 s 6 | + 3 min 52 s 7  |
| 64                                  | 59      | Denis Volotka           | Kazakhstan         | 37 min 39 s 8 | + 3 min 55 s 9  |
| 65                                  | 72      | Indulis Bikše           | Lettonie           | 37 min 44 s 7 | + 4 min 00 s 8  |
| 66                                  | 94      | Thierry Langer          | Belgique           | 37 min 45 s 0 | + 4 min 01 s 1  |
| 67                                  | 73      | Peter Mlynár            | Slovaquie          | 37 min 46 s 2 | + 4 min 02 s 3  |
| 68                                  | 2       | Damir Rastić            | Serbie             | 37 min 47 s 5 | + 4 min 03 s 6  |
| 69                                  | 80      | Knute Johnsgaard        | Canada             | 37 min 48 s 5 | + 4 min 04 s 6  |
| 70                                  | 83      | Callum Watson           | Australie          | 37 min 53 s 9 | + 4 min 10 s 0  |
| 71                                  | 24      | Devon Kershaw           | Canada             | 38 min 01 s 5 | + 4 min 17 s 6  |
| 72                                  | 8       | Sergio Rigoni           | Italie             | 38 min 03 s 0 | + 4 min 19 s 1  |
| 73                                  | 53      | Aliaksandr Voranau      | Biélorussie        | 38 min 05 s 5 | + 4 min 21 s 6  |
| 74                                  | 43      | Tyler Kornfield         | États-Unis         | 38 min 17 s 9 | + 4 min 34 s 0  |
| 75                                  | 87      | Callum Smith            | Grande-Bretagne    | 38 min 20 s 9 | + 4 min 37 s 0  |
| 76                                  | 82      | Mladen Plakalović       | Bosnie-Herzégovine | 38 min 27 s 7 | + 4 min 43 s 8  |
| 77                                  | 81      | Phillip Bellingham      | Australie          | 38 min 36 s 2 | + 4 min 52 s 3  |
| 78                                  | 77      | Kamil Bury              | Pologne            | 38 min 38 s 7 | + 4 min 54 s 8  |
| 79                                  | 98      | Mark Chanloung          | Thaïlande          | 38 min 40 s 8 | + 4 min 56 s 9  |
| 80                                  | 85      | Miroslav Šulek          | Slovaquie          | 38 min 44 s 0 | + 5 min 00 s 1  |
| 81                                  | 79      | Apóstolos Angelís       | Grèce              | 38 min 56 s 4 | + 5 min 12 s 5  |
| 82                                  | 97      | Maciej Staręga          | Pologne            | 38 min 58 s 9 | + 5 min 15 s 0  |
| 83                                  | 91      | Mikayel Mikayelyan      | Arménie            | 39 min 01 s 4 | + 5 min 17 s 5  |
| 84                                  | 47      | Oleksii Krasovskyi      | Ukraine            | 39 min 05 s 3 | + 5 min 21 s 4  |
| 85                                  | 95      | Kim Eun-ho              | Corée du Sud       | 39 min 07 s 9 | + 5 min 24 s 0  |
| 86                                  | 45      | Andrii Orlyk            | Ukraine            | 39 min 11 s 3 | + 5 min 27 s 4  |
| 87                                  | 84      | Andrej Segeč            | Slovaquie          | 39 min 13 s 4 | + 5 min 29 s 5  |
| 88                                  | 86      | Miha Šimenc             | Slovénie           | 39 min 16 s 9 | + 5 min 33 s 0  |
| 89                                  | 96      | Ádám Kónya              | Hongrie            | 39 min 27 s 2 | + 5 min 43 s 3  |
| 90                                  | 99      | Martin Møller           | Danemark           | 39 min 35 s 4 | + 5 min 51 s 5  |
| 91                                  | 78      | Sattar Seid             | Iran               | 39 min 39 s 1 | + 5 min 55 s 2  |
| 92                                  | 63      | Hamza Dursun            | Turquie            | 40 min 05 s 3 | + 6 min 21 s 4  |
| 93                                  | 51      | Ömer Ayçiçek            | Turquie            | 40 min 28 s 7 | + 6 min 44 s 8  |
| 94                                  | 92      | Mantas Strolia          | Lituanie           | 40 min 31 s 4 | + 6 min 47 s 5  |
| 95                                  | 41      | Yordan Chuchuganov      | Bulgarie           | 40 min 39 s 6 | + 6 min 55 s 7  |
| 96                                  | 102     | Modestas Vaičiulis      | Lituanie           | 40 min 53 s 0 | + 7 min 09 s 1  |
| 97                                  | 100     | Achbadrakh Batmunkh     | Mongolie           | 41 min 40 s 4 | + 7 min 56 s 5  |
| 98                                  | 104     | Sun Qinghai             | Chine              | 41 min 55 s 7 | + 8 min 11 s 8  |
| 99                                  | 93      | Stavre Jada             | Macédoine          | 42 min 14 s 2 | + 8 min 30 s 3  |
| 100                                 | 103     | Matías Zuloaga          | Argentine          | 42 min 27 s 5 | + 8 min 43 s 6  |
| 101                                 | 117     | Han Chun-gyong          | Corée du Nord      | 42 s 29 s 2   | + 8 min 45 s 3  |
| 102                                 | 101     | Yonathan Fernandez      | Chili              | 42 min 29 s 9 | + 9 min 06 s 0  |
| 103                                 | 116     | Jagdish Singh           | Inde               | 43 min 00 s 3 | + 9 min 16 s 4  |
| 104                                 | 106     | Tucker Murphy           | Bermudes           | 43 min 05 s 7 | + 9 min 21 s 8  |
| 105                                 | 111     | Timo Juhani Grönlund    | Bolivie            | 43 min 18 s 4 | + 9 min 34 s 5  |
| 106                                 | 109     | Nicolae Gaiduc          | Moldavie           | 43 min 43 s 3 | + 9 min 59 s 4  |
| 107                                 | 118     | Pak Il-chol             | Corée du Nord      | 43 min 43 s 4 | + 9 min 59 s 5  |
| 108                                 | 119     | Syed Human              | Pakistan           | 45 min 19 s 1 | + 11 min 35 s 2 |
| 109                                 | 108     | Samer Tawk              | Liban              | 47 min 03 s 4 | + 13 min 19 s 5 |
| 110                                 | 105     | Victor Santos           | Brésil             | 47 min 09 s 9 | + 13 min 26 s 0 |
| 111                                 | 113     | Samir Azzimani          | Maroc              | 47 min 39 s 9 | + 13 min 56 s 0 |
| 112                                 | 107     | Klaus Jungbluth         | Équateur           | 53 min 30 s 1 | + 19 min 46 s 2 |
| 113                                 | 112     | Kequyen Lam             | Portugal           | 54 min 34 s 1 | + 20 min 50 s 2 |
| 114                                 | 110     | Pita Taufatofua         | Tonga              | 56 min 41 s 1 | + 22 min 57 s 2 |
| 115                                 | 114     | Sebastián Uprimny       | Colombie           | 58 min 08 s 1 | + 24 min 24 s 2 |
| 116                                 | 115     | Germán Madrazo          | Mexique            | 59 min 34 s 4 | + 25 min 51 s 5 |
| 117                                 | 30      | Dietmar Nöckler         | Italie             | DNF           |                 |
| 118                                 | 75      | Martí Vigo del Arco     | Espagne            | DNF           |                 |
| 119                                 | 88      | Wang Qiang              | Chine              | DQ            |                 |